# Giovanni Manfredini
Giovanni Manfredini (* 14. Januar 1963 in Pavullo nel Frignano, Modena) ist ein italienischer Maler.

## Leben
Giovanni Manfredini wurde am 14. Januar 1963 in Pavullo nel Frignano geboren.
Als Kind im Alter von zwei Jahren erlitt Manfredini schwerste Verbrennungen. Nach mehreren schmerzhaften Hauttransplantationen, die seine eigene Haut ersetzen und erneuern sollten, wurde ihm sein Leiden unerträglich und er war nicht mehr bereit, sich weiteren Operationen zu unterziehen. Diesen Häutungsprozess, der im Feuer seinen Ursprung hatte, überträgt der Künstler auf die Haut des Bildes.
1988 erscheint sein erster Werkenzyklus „Altar der Einsamkeit“, der an der Biennale dei Giovani Artisti dell’Europa Mediterranea in Bologna ausgestellt wird. Ein Jahr später werden Arbeiten von der Contemporary Drawings Collection der Galleria Civica in Modena gekauft und dort ausgestellt. Ab 1992 entwickelt er eine neue Technik (siehe unten) mit Körperabdrücken auf gebrannten oder geräucherten Oberflächen.
Für Papst Franziskus schuf Manfredini 2016 einen Hirtenstab mit Monstranz für den Reisegebrauch, für den er Materialien aus afrikanischen Slums verwendete.
Er lebt und arbeitet in Modena und Mailand.

## Technik
Manfredini hat ein Verfahren erarbeitet, das keiner traditionellen Gattung zugeordnet werden kann, jedoch Merkmale von jeder in sich vereint. Auf den Bildträgern wird eine Mischung aus Muschelmehl und Harz aufgetragen. Nach einem langwierigen Trocknungsprozess wird diese Fläche mit einem Bunsenbrenner geschwärzt. Auf die so behandelte Oberfläche druckt Manfredini seinen eigenen Körper oder Teile davon und bildet so die für sein Werk typischen Abdrücke. Die durch diesen Abdruckprozess entstehende absolute Mimesis, die realitätsgetreue Darstellung bis hin zu der Körperbehaarung und den Blutgefäßen sowie die starken Schwarz-Weiß-Kontraste erwecken oft den Eindruck von Photographien oder sogar Röntgenaufnahmen. Körperteile oder der ganze Körper erscheinen hell in einer schwarzen Umgebung, die Binnenzeichnung lediglich durch Grauabstufungen ablesbar.

## Ausstellungen (Auswahl)
- 1990: Unione Culturale F. Antonicelli, Turin
- 1996: Fondazione Mudima, Mailand
- 1998: Galerie d’Arte Moderna, Bologna
- 2001: Museum der Stadt Waiblingen
- 2005: Galleria Oredaria Arti Contemporanea, Rom
- 2007: D406 Galleria d’Arte Contemporanea, Modena
- 2009: La Lune en Parachute, Epinal
- 2010: Oredaria Arti Contemporanee und Arnold Mondadori, Santa Maria del Popolo, Rom (Eröffnung mit musikalischer Begleitung von Ennio Morricone)
- 2011: Opera al nero, Galerie Henze & Ketterer, Wichtrach, Kanton Bern
- 2013: Corpi di Dolori, Frankfurter Kunstkulturkirche Allerheiligen, Frankfurt am Main.[3]
- 2013: ESTASI-Malerei, Galerie Winter, Wiesbaden
- 2014: L'apocalisse secondo Giovanni, Galerie Henze & Ketterer & Triebold, Riehen/Basel
- 2015: Stabat Mater Dolorosa, Fondazione Giorgio Cini, Venedig
- 2015: Per Aspera Ad Astra, Chiesa Madonna dell'Orte, Venedig (Eröffnung mit musikalischer Begleitung von Ennio Morricone)

## Werke in öffentlichen Sammlungen
- Bologna, Galleria d’Arte Moderna
- Bonn, Kunstmuseum
- Fukujama Museum of Art
- Gent, S.M.A.K. Stedelijk Museum
- Modena, Galleria Civica
- Rovereto, Museo d’Arte Moderna et Contemporanea di Trento et Rovereto
- Stuttgart, Kunsthalle
- Toronto, Museum of Modern Art
- Waiblingen, Museum der Stadt Waiblingen

## Bibliographie
- D. Eccher/D. Auregli: Giovanni Manfredini. Quaderni della G.A.M., Bologna, 1998
- Gianluca Ranzi: Giovanni Manfredini. Mudimadue Edizioni, 2000
- Alberto Fiz: VIVI, Giovanni Manfredini. F. Girondini Edizioni, 2000
- Helmut Herbst. Giovanni Manfredini. Museum Waiblingen (Hrsg.), 2001
- P. Valduga/G. Manfredini: Manfred. Mondadori, 2003
- Giovanni Manfredini: Tutti Santi. Logos Edizione, Modena, 2007[4]